# 15 миллионов заслуг
«Пятнадцать миллионов заслуг» (англ. Fifteen Million Merits) — второй эпизод первого сезона телесериала «Чёрное зеркало». Главные роли исполнили Дэниел Калуя и Джессика Браун Финдлей. Сценарий написали создатель сериала Чарли Брукер и его жена Конни Хак (в титрах указана под именем Ханак Хак). Премьера эпизода состоялась 11 декабря 2011 года на телеканале Channel 4.

## Сюжет
Вселенная, описанная в эпизоде, является сатирой на развлекательные шоу. В этом мире каждый человек должен вырабатывать электроэнергию при помощи динамо-машины в виде велосипеда. За это люди получают валюту, которая называется «заслуги». Ежедневная работа прерывается рекламой, которую нельзя пропустить без денежного штрафа. Полные люди считаются людьми третьего сорта: им позволяют или работать уборщиками, или участвовать в развлекательных шоу, где их унижают.
Бингем «Бинг» Мэдсен (Дэниэл Калуя) унаследовал 15 миллионов заслуг от своего умершего брата, поэтому имеет возможность пропускать рекламу тогда, когда не хочет её видеть. В туалете он слышит, как поёт Эби (Джессика Браун Финдлей), и побуждает её принять участие в шоу «Hot Shot», похожем на X-Фактор, которое даёт людям возможность вырваться из фактического рабства. Бинг считает, что в его мире нет ничего настоящего, стоящего того, чтобы его купить, поэтому тратит все свои 15 миллионов заслуг на билет на шоу для Эби. Перед выходом на сцену Эби заставляют выпить наркотический напиток. Судьи (Руперт Эверетт, Джулия Дэвис, Эшли Томас) и зрители хорошо воспринимают её кавер-версию песни «Anyone Who Knows What Love Is», однако судьи заявляют, что в этом сезоне нет места для певцов, поэтому ей предлагают стать актрисой на порнографическом телеканале. Под действием наркотиков Эби соглашается.
Бинг возвращается в свою комнату без Эби и заслуг. Когда перед ним появляется реклама с Эби в порно-фильме, у него не оказывается денег, чтобы пропустить эту рекламу. В отчаянии он пытается вырваться из комнаты и разбивает стекло. Осколок стекла он прячет у себя под кроватью. После этого он начинает очень бережливый образ жизни, много работает и в короткое время снова накапливает 15 миллионов заслуг, чтобы снова прийти на запись программы Hot Shot.
На сцене он прерывает своё танцевальное выступление, подносит к своему горлу кусок битого стекла и угрожает убить себя в прямом эфире. Он произносит пламенную речь о том, как несправедлив мир, и о том, какими чёрствыми стали люди, а также выражает возмущение тем, как судьи испортили дар Эби — то единственное настоящее, что было в его жизни. Судьи, вместо того, чтобы воспринять всерьёз его слова, высоко оценивают «выступление» и обещают ему шоу на одном из каналов, где он сможет говорить о системе всё, что захочет.
Бинг принимает предложение. Позже показывают, когда он завершает запись одной из передач в своём пентхаусе. Он наливает себе свежего апельсинового сока, смотрит в окно, за которым виден зелёный лес, простирающийся до горизонта. Похоже, лес настоящий, поскольку при отдалении камеры вертикальные непрозрачные элементы окон позволяют увидеть параллакс.

## Критика
The A. V. Club в рецензии охарактеризовал второй эпизод «Чёрного зеркала» как прекрасный пример для подражания антиутопиям: 
«15 миллионов заслуг — намного мощнее, чем «Национальный гимн» — во всех отношениях. Это пример ослепительной научной фантастики, что выстраивает свой мир неторопливо, но в совершенстве на протяжении всего часа и даёт чёткое предупреждение о будущем, которое уже почти наступило. „Национальный гимн“ был серым и мрачным, его трудно смотреть. Зато „Пятнадцать миллионов заслуг“ пугает так, как должна пугать добрая антиутопия».

Обозреватель Dan of Geek назвал эпизод одним из самых увлекательных на современном телевидении: 
«Тёплая история отношений Бинга и Эби на контрастном фоне холодных экранов телевизоров, насмешливых аватаров и манипуляторов с реалити-шоу — одна из самых трогательных, что я видел в последнее время».
Channel 4 назвал эпизод свежим взглядом на типичный конфликт: 
«Конечно, всё это давно знакомые тропы, но они были раскрыты с выдумкой, со стилем и язвительным чувством юмора».